# 雷恩147
雷恩147是種軍用無人機，由雷恩航空公司從雷恩火蜂（英語：Ryan Firebee）靶機發展為長程無人偵察機。從1961年起生產，衍生系列至2003年後除役，服役期間的表現在美國軍用裝備清單中佔有重要歷史地位。

## 發展沿革

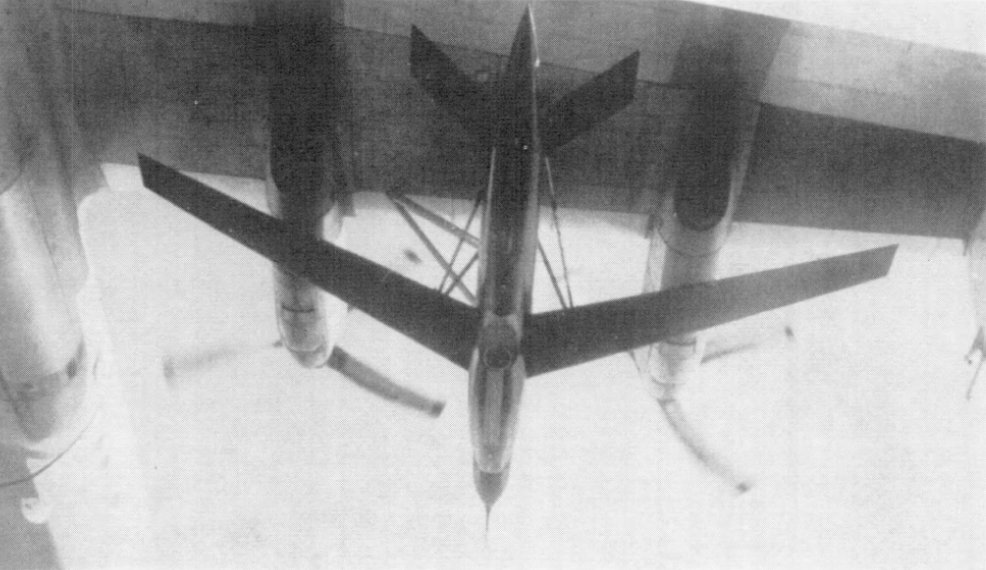
DC-130A 右翼掛載雷恩147型

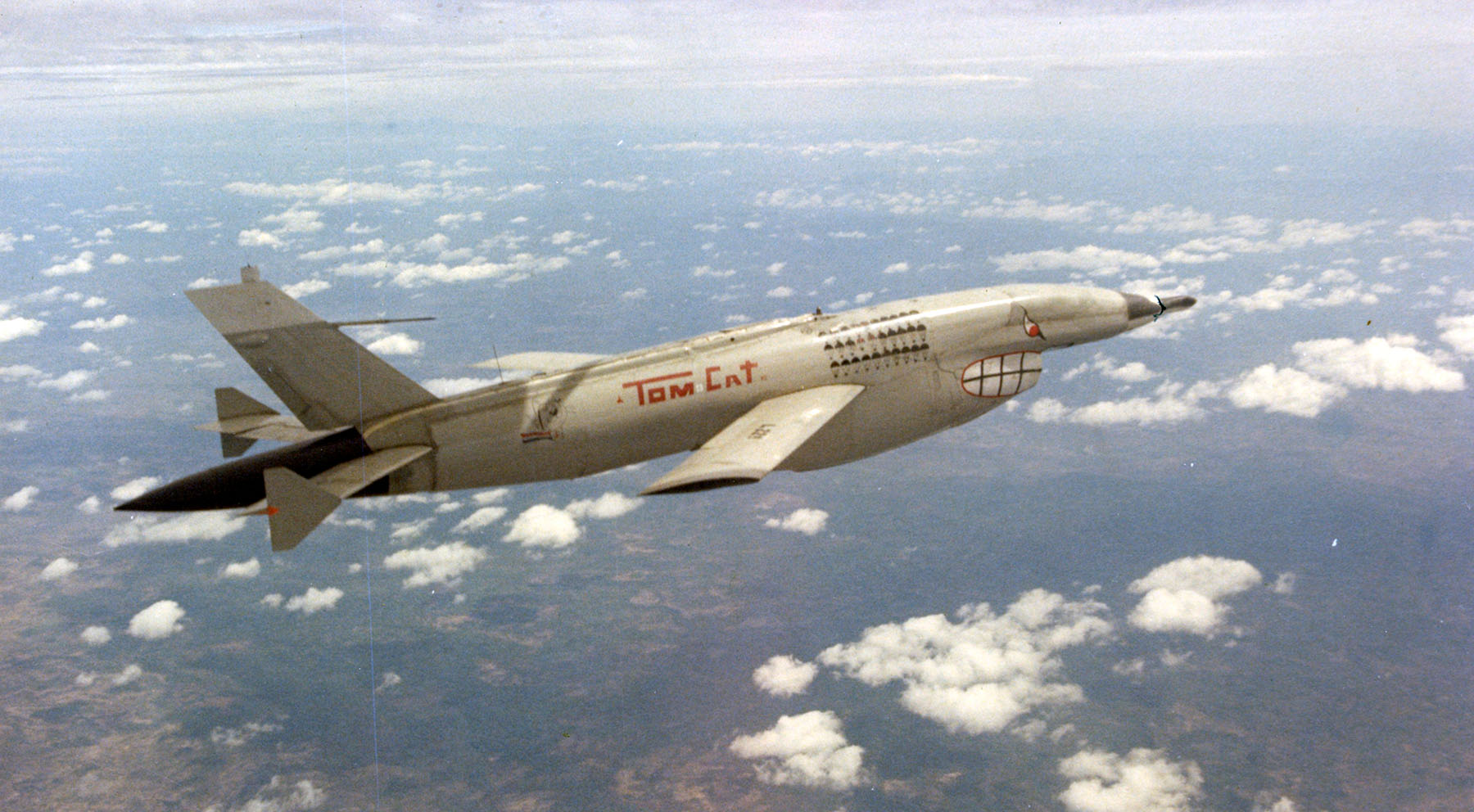
這架暱稱「湯姆貓」執行68次任務後被擊落，創下歷史紀錄屬於AQM-34L低空偵察型（Ryan Model 147SC）

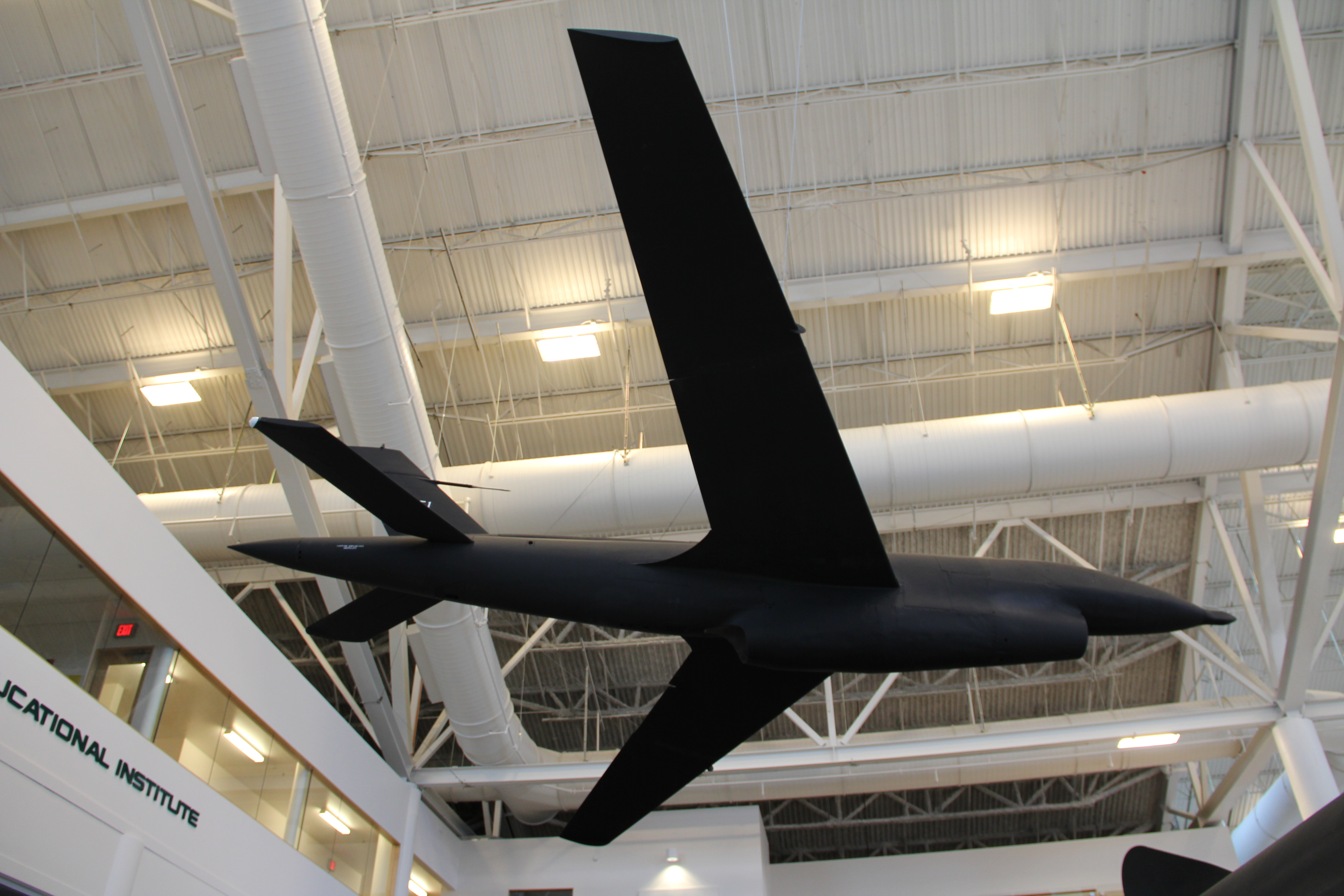
雷恩147H高空偵察型無人機（AQM-34N，美國空軍序號S/N 67-21596）

博物館展示AQM-34N（ Ryan Model 147H）

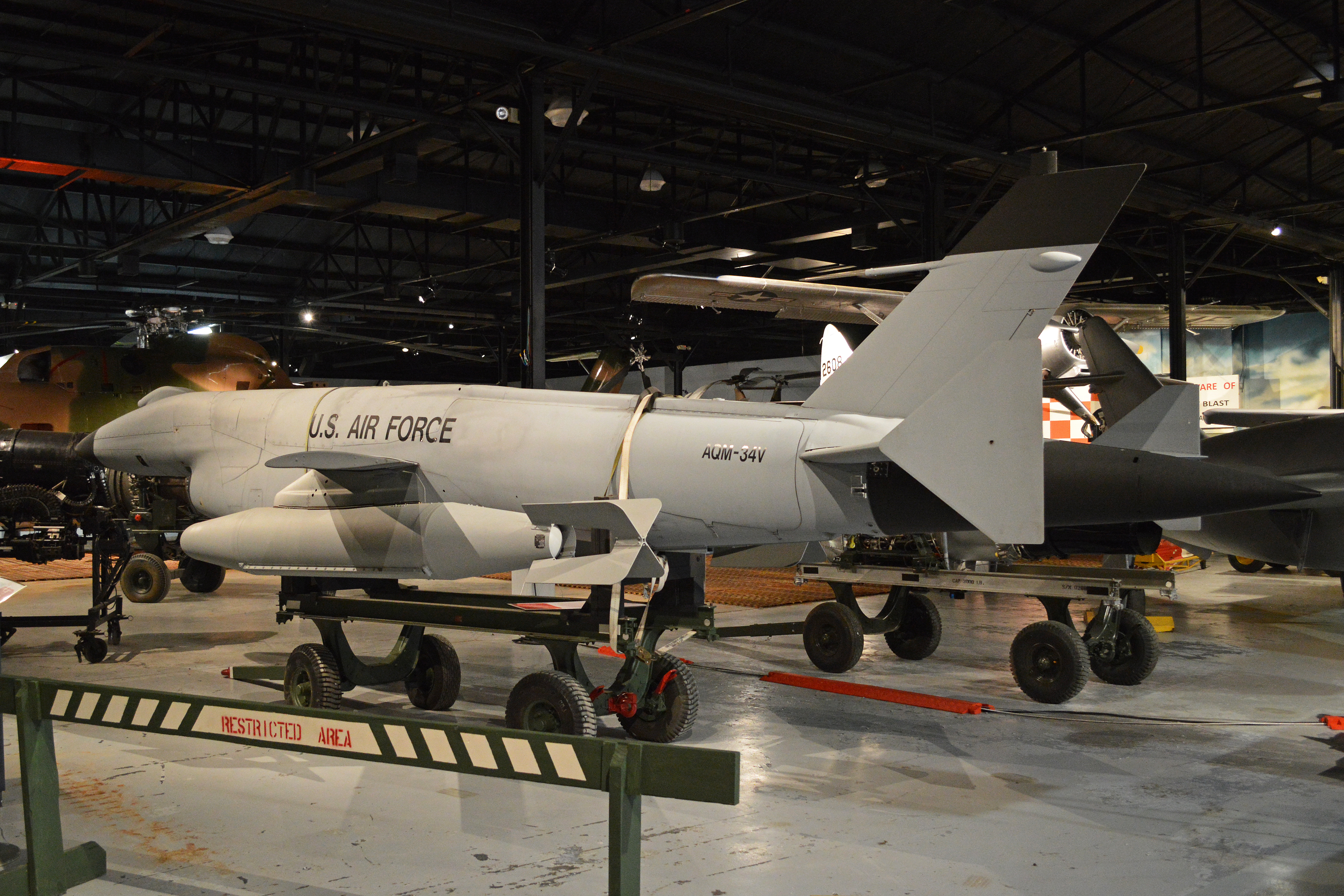
Ryan AQM-34V Firebee (機體編號74-2147)，塗黑色的是尾椎

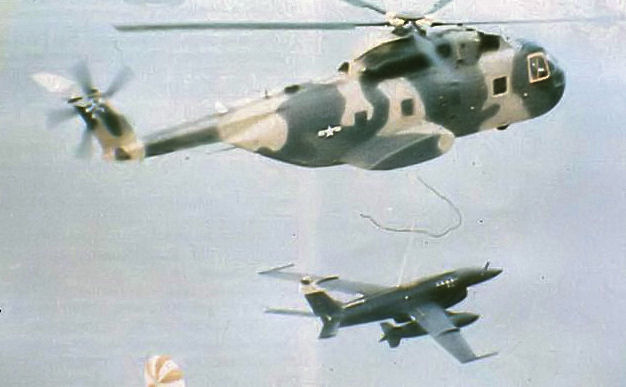
CH-3E 空中回收AQM-34R (Ryan Model 147TF)

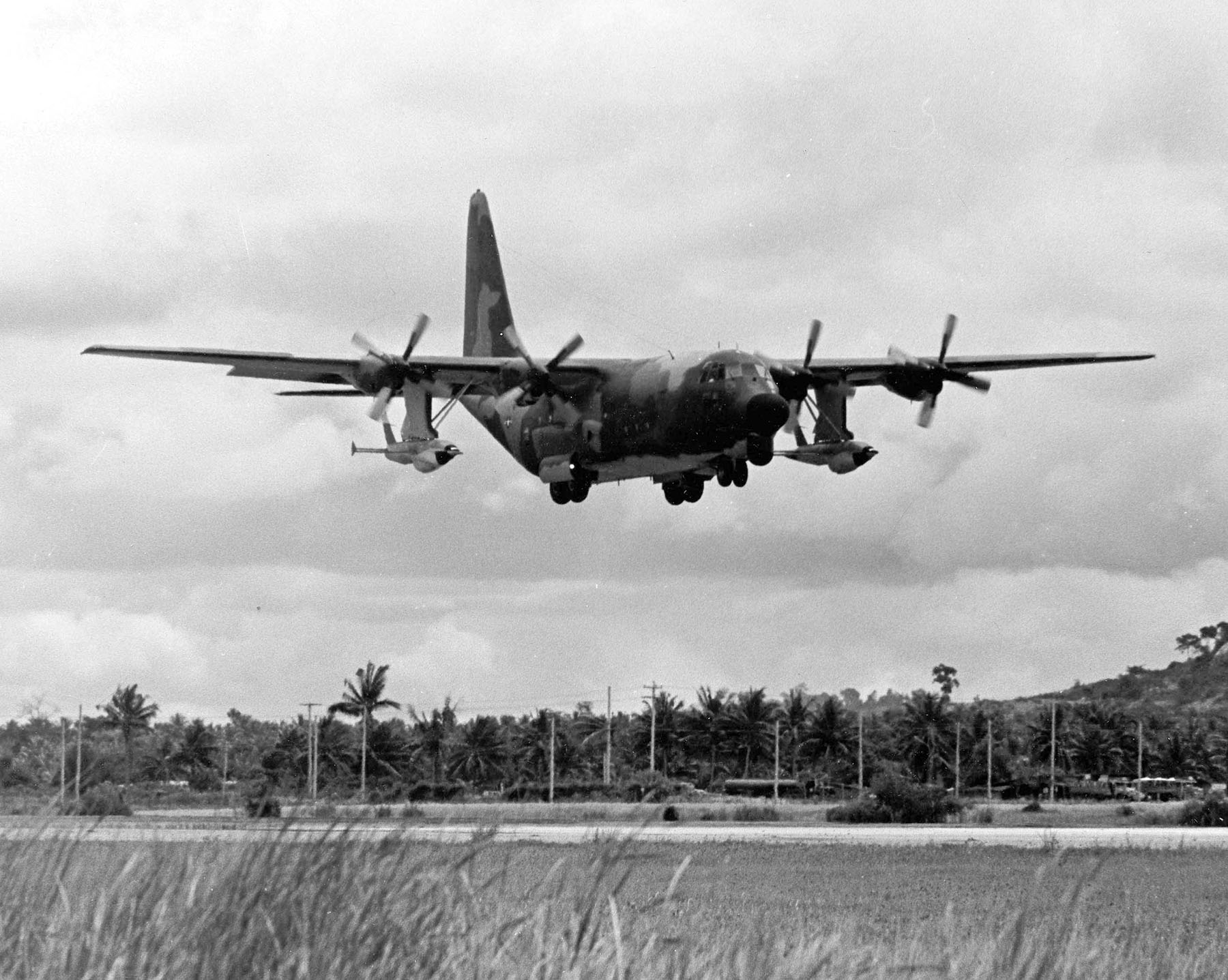
DC-130攜帶兩架AQM-34L（Ryan Model 147SC）在東南亞某地執行任務

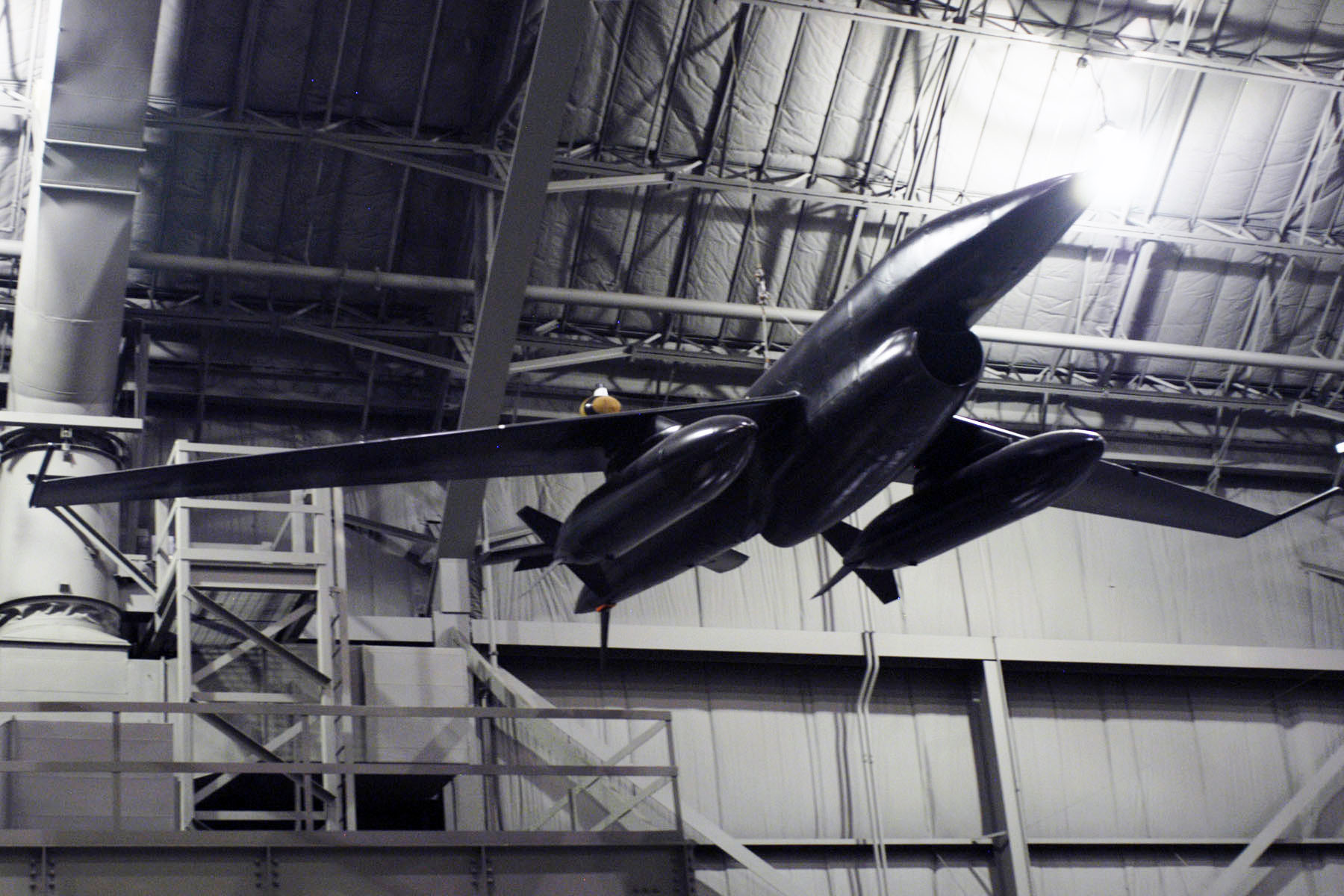
AQM-34Q（Ryan Model 147TE）

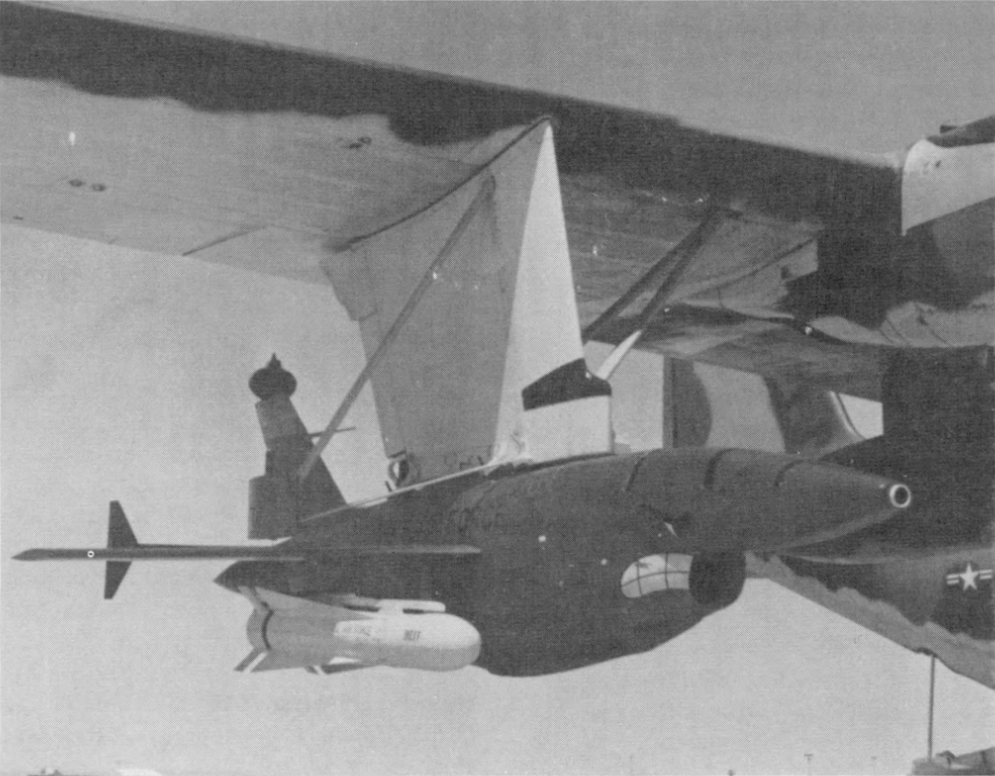
DC-130掛載BGM-34A (Ryan Model 234)攻擊型無人機攜帶AGM-65 小牛飛彈

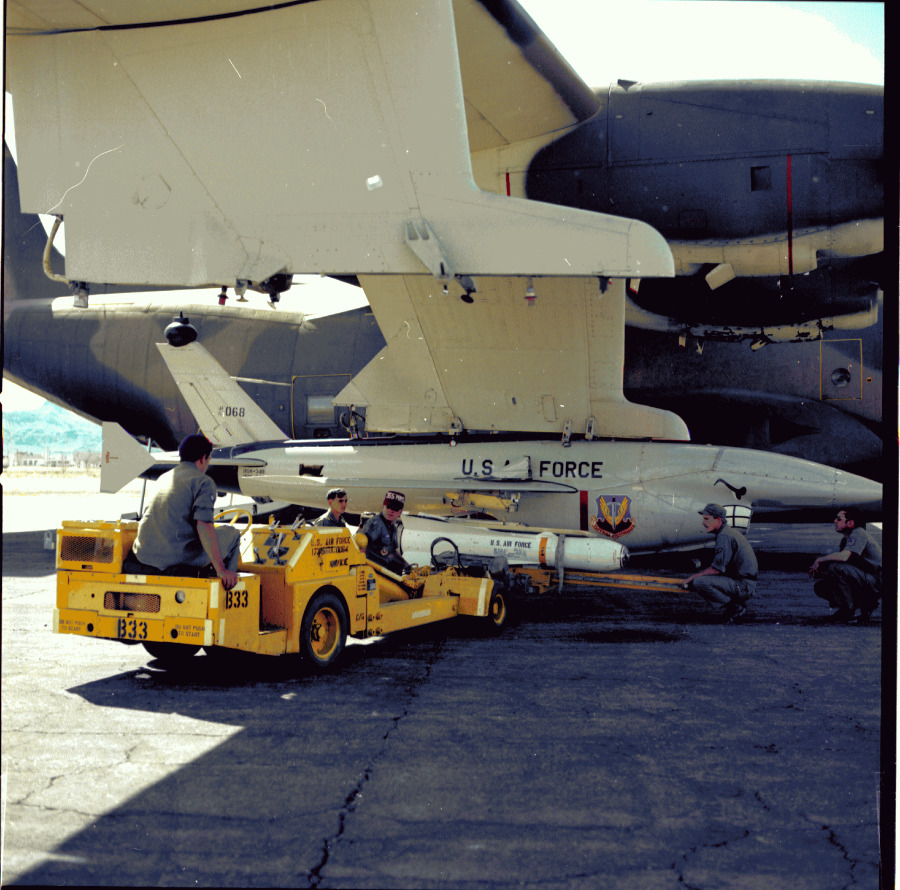
白色機身塗裝的BGM-34A攻擊型無人機攜帶AGM-65小牛飛彈準備掛上DC-130翼下

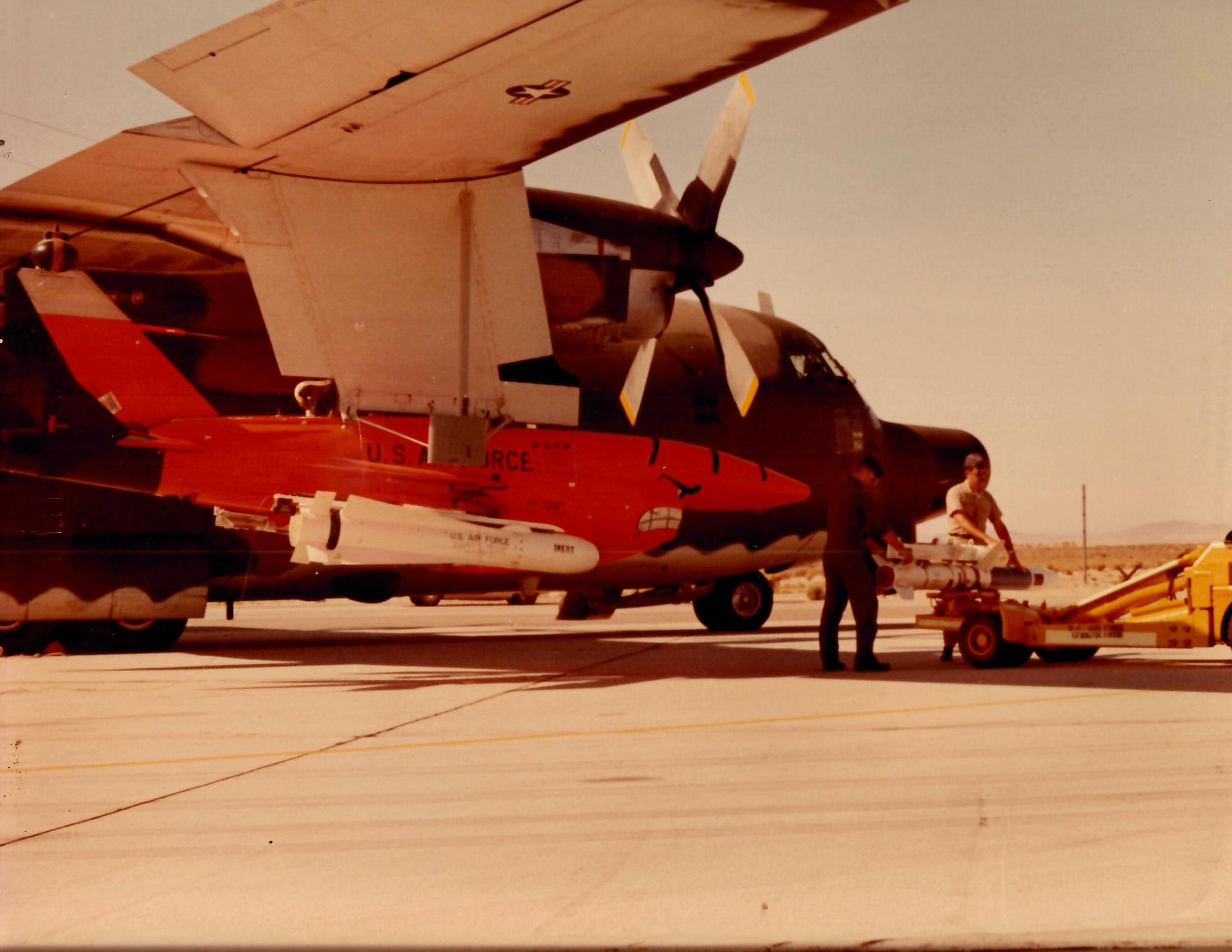
橘紅色靶機塗裝的BGM-34A(Ryan Model 234)攻擊型無人機攜帶AGM-65小牛飛彈

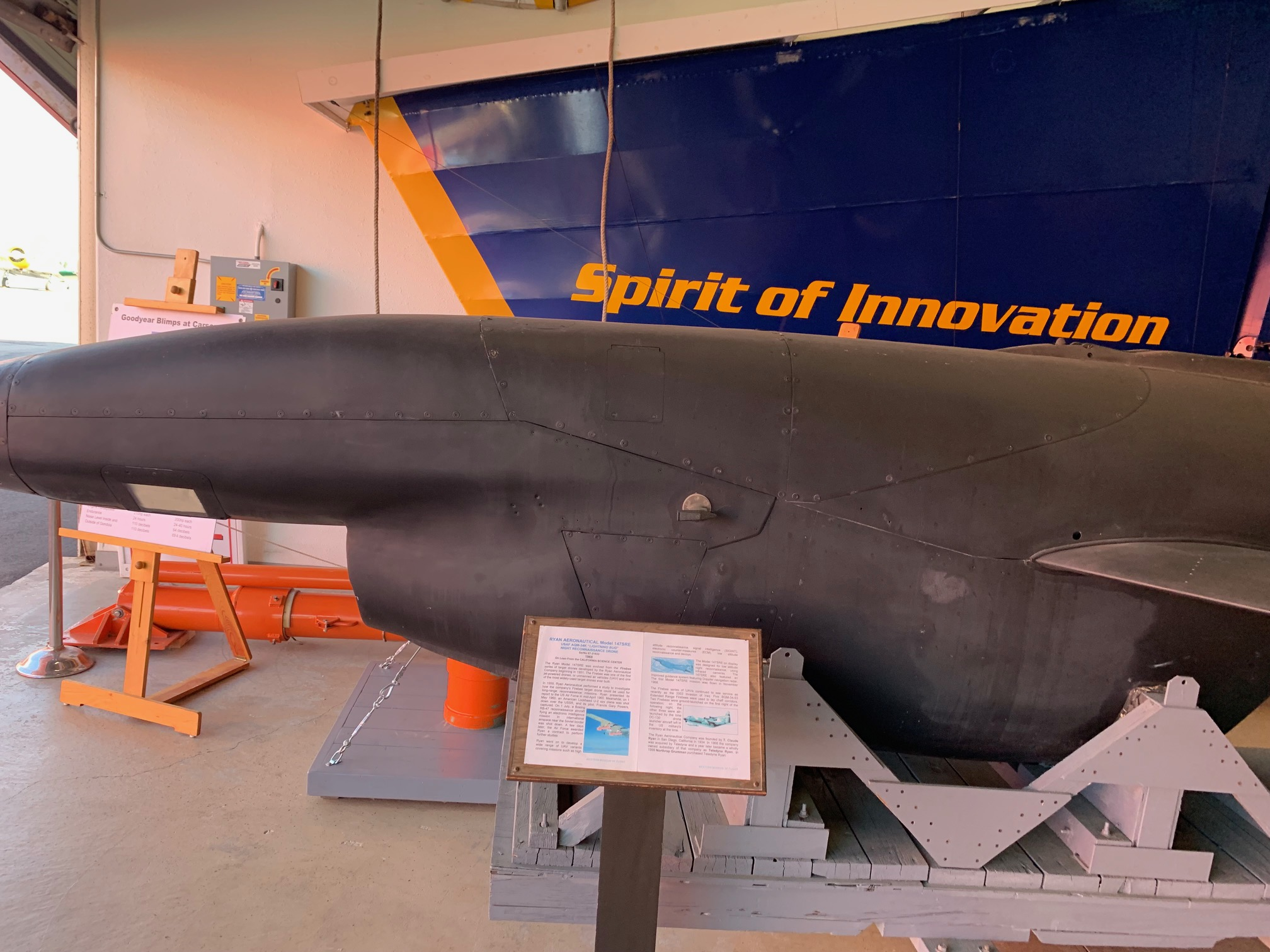
AQM-34K（Ryan Model 147SRE）夜間偵查型，黑色機身塗裝

BGM-34C (Ryan Model 259) 多模式RPV

雷恩火蜂系列最初研發生產目的是作為美國三軍的靶機及靶標勤務機。火蜂在1952年服役後，操作方式是以無線電遙控，人工目視操作，僅能執行簡易飛行航線。往後因為科技進步，雷恩航空公司研發一套自動飛行控制系統，具有可預錄飛行航線計畫電腦、慣性導航系統、無線電高度計、無線電導航設備、電波歸向儀，測試非常成功，但是用於無人遙控靶機，成本昂貴，暫時擱置生產。1959年，公司內部研究延長火蜂航程、增加高空飛行能力用於長程偵察任務可能性，比如從巴倫支海公海海域，以DC-130、船舶上用火箭推進器以噴射助推起飛方法發射火蜂，向南飛越蘇聯，然後在土耳其領空或領土範圍收回火蜂。
雷恩航空公司於1960年4 月中旬向美國空軍提交火蜂靶機發展為長程無人偵察機研究報告。1960年5月1日，美國U-2偵察機在蘇聯上空被擊落，飛行員弗朗西斯·加里·鲍尔斯被俘。同年7月1日，在蘇聯邊境附近國際空域執行電子情報任務的波音RB-47H偵察機被擊落；四名機員死亡，另外兩人被俘。不久後，空軍授予雷恩航空公司一份價值20萬美元的合約以進行進一步研究。

### 雷恩136型（代號：紅色旅行車和露西·李）
雷恩航空公司實際上想以全新設計雷恩136型（Ryan Model 136，代號：Red Wagon ），競標空軍無人偵查機計畫。雷恩136型具有用於高空飛行的長直機翼、為減少機身下方的雷達RCS和紅外線特徵而安裝在機身背面的引擎，以及向內傾斜的雙垂尾翼以隱藏排氣尾流。由於即將於1961年1月20日上任的約翰·甘迺迪政府肯定會重新評估軍事開支預算，因此擱置雷恩136型（Red Wagon）開發計畫。
雷恩航空公司依現役火蜂規格製作縮尺模型（sub-scale ）進行雷達散射截面（Radar cross-section，RCS）實驗，確定可以在噴射引擎進氣口上方放置金屬絲網、用非導電塗料噴塗無人機部件並在兩側放置雷達電波吸收材料來減少RCS，這些修改並沒有影響火蜂的性能。1961年9月和10月改裝火蜂驗證試飛，為防止發生意外事故致洩密，將該試驗無人機描述為地對空飛彈的高空目標。
雷恩航空公司隨後提出另一個代號「露西·李」（Lucy Lee）的無人機計畫，由大幅改進的火蜂組成，旨在從蘇聯領空以外執行攝影和訊號情報(SIGINT) 偵察。「露西·李」計畫似乎步入正軌，但在1962年1月突然被取消。

### 雷恩147A（代號：螢火蟲）
就在火蜂靶機發展成長程無人偵察機計畫似乎完全消失時，美國空軍選擇最便宜的選項來拯救該計劃；一種基於火蜂靶機結構規格改動很小的無人偵察機。1962年2月2日簽訂價值110萬美元合約，要求改裝四架火蜂靶機用於空中偵察。這四架火蜂改裝資金來自名為Big Safari計劃，該計劃成立於1950年代，旨在資助快速改裝現有飛行器以執行無人偵察任務，「Big Safari 」在越南戰爭期間將繼續從事無人偵察機的工作，並且還將在以後的戰爭中協助發展無人機計劃。
新型無人偵察機被雷恩航空公司命名為雷恩147A型（Ryan Model  147），代號為：「Fire Fly」，具有1,930公里（1,200 英里）的航程和17公里（55,000英尺）的巡航高度。
第一架雷恩147A型是標準型火蜂，導引系統僅具有可編程定時器、慣性導航系統和無線電高度計組成。螢火蟲可以被編程為在特定高度向、特定方向、飛行特定時間，然後掉頭返回原路。此機僅用作演示機並評估新的導引系統；它沒有攜帶相機。1962年4月進行三次試飛並證明該概念的有效性，無人機執行的任務範圍從新墨西哥州向北到猶他州由B-57改裝的觀察機伴隨飛行，然後在沒有地面引導的情況下再次返回。
第二架147A型有一個89公分（35 英寸）長的容器（Plug）嵌入機身，以額外攜帶的258公升（68美制加侖）燃料，機身總長度從6.71公尺（22 英尺）增加到7.85公尺（25 英尺 9 英寸）。機首還有包含U-2偵察機所用相機模組酬載艙。在1962年4月和5月初進行四次成功試飛後，第三和第四架147A型（幾乎與第二架相同規格配備）被宣布投入使用並部署在新墨西哥州的霍洛曼空軍基地，並由DC-130搭載發射。
那年夏天進行的測試表明，地面雷達幾乎看不到這架無人機，被緊急起飛的攔截機發現後追逐它。唯一的問題是無人機產生凝結尾跡，洩露它的飛行蹤跡。有效的解決方法是當無人機進入敵對領土時，啟動「no-con」（no-contrail 無凝結尾跡）系統將氯磺酸注入引擎排氣管，產生微小的冰晶，形成透明的尾跡。因為氯磺酸腐蝕性很強，相關系統管路需要使用高級不銹鋼製造，雖然它不用於147A型卻是改良後續型號的有效解決方式。
在古巴飛彈危機期間，U-2偵察機於1962年10月27日在古巴上空被SA-2飛彈擊落，飛行員喪生。147A型被授權代替U-2執行偵察任務。這些無人機安裝在DC-130機翼下，當空軍參謀長柯蒂斯·李梅（Curtis LeMay）發出通知稱任務已取消時，它已在跑道上準備就緒待命起飛。U-2對古巴進行偵察任務於1962年11月5日恢復。柯蒂斯·李梅想保留螢火蟲以備後用。

### 雷恩147B、147C、147D（代號：閃電蟲）
雷恩147A（螢火蟲）尚未投入使用，但空軍對該計畫的熱情足以下單採購專為高空偵察而設計的147B型。美國空軍訂購九架雷恩147B型，包括兩架原型機和七架量產型，其翼展從147A型的4公尺（13英尺）延長至8.2公尺（27英尺），將雷恩147B 的作戰高度提升至19.1公里（62,500英尺）。
雷恩147B高空偵查型交付時間被延遲幾個月，因此空軍還訂購7架雷恩147C型（147A的量產型）作為臨時解決方案。147C 型的翼展延長至4.6公尺（15英尺），並包含無凝結尾跡系統（no-contrail）。
雷恩147C型中有3架被改裝成雷恩147D型，它是要作SA-2的誘餌，它的任務是蒐集訊號情報（SIGINT）。
SA-2是使用乘波導引攻擊目標，接敵順序是「匙架」（Spoon Rest）搜索雷達獲得目標方位，「邊網」（Side Net）測高雷達獲得目標高度和距離，「刀架」（Knife Rest）跟蹤飛彈指示方位，「扇歌」（Fan Song）導引最多三枚飛彈攻擊目標。飛彈攜帶訊號轉發器，將訊號發送給指揮站，「刀架」雷達接收到它的信號由「扇歌」指揮引導控制到目標位置。當目標飛機接到「扇歌」無線電指令訊號表示處於危險狀態的，因為它們只有在飛彈發射時才會出現，指令飛彈啟動近接引信訊號是最危險的，因為它只會在SA-2引爆前的瞬間被探測到，因此用無人機當訊號情報（SIGINT）蒐集機可避免作戰人員傷亡。
三架雷恩147D型於1962年12月交付，安裝電波主動增強裝置，以鼓勵敵方飛彈向無人機射擊，還有特殊裝置：「SAM sniffer」 安裝在雷恩147D上以接收這些訊號再將數據轉發給在空滯留的ERB-47H電子作戰機。
因為螢火蟲代號在此期間洩露，因此新無人機的代號為閃電蟲（Lightning Bug）。
1963年7月，雷恩147D型閃電蟲已完成進入作戰狀態準備還沒有機會執行作戰任務。1963年12月下旬，空軍又訂購14架147B型飛機。此時斐代爾·卡斯楚威脅要擊落飛越古巴的U-2，1964年5月的一項研究得出結論，穿越敵方領空執行偵測任務的最佳選擇是閃電蟲。在媒體得知該提案內容後，美國政府決定用洛克希德A-12（SR-71黑鳥式偵察機的前身）取代U-2任務。
雖然羽翼未豐的雷恩147型無人機迄今為止只扮演後台角色，但美國與中華人民共和國和北韓的關係以及東南亞的事件將在未來十年顯著提高它們的行動參與度。雷恩航空公司的工程專業知識和美國空軍無人機操作經驗的反饋也將導致它們不斷修改、重新設計和改善以獲得更好的性能，並進一步開發以承擔一系列新任務。
在此期間，雷恩147型無人機的作戰部署將由戰略空軍司令部（ Strategic Air Command，SAC）及其配備DC-130發射機和救援直升機的偵察聯隊進行。國家偵察局從一開始就通過機密計劃撥發經費用於開發機載情報收集平台，繼續在幕後提供支持，這也確保閃電蟲計畫將發展成為成熟的空中偵察計劃。

## 服役歷史

### 雷恩147B 飛越中國（China overflights）
1964年8月閃電蟲首次有機會投入作戰使用。8月2日，馬多克斯號驅逐艦 (DD-731)在北越海岸外的國際水域航行時，據稱在北部灣中遭到三艘北越魚雷艇的襲擊，這成為美國大規模參與越南戰爭的藉口。
美國詹森政府擔心中國共產黨（原文用「Communist Chinese」）干預並擴大戰爭，決定從沖繩嘉手納空軍基地起飛DC-130，將閃電蟲運到南海投放監視中國活動。
閃電蟲第一次不盡人意的任務在1964年8月20日，DC-130裝載兩架147B型。一架因故未能發射，後來從機翼下掛架上掉下來。第二架成功完成在中國上空的任務，飛回臺灣，打開降落傘，降落在稻田裡。然而降落傘受風力影響將無人機拖過地面，無人機嚴重損壞，但是相機底片容器完好無損，雖然無人機的導航不如預期的那麼準確，但還是得到幾個主要目標的照片。
到1964年9月上旬，共在中國上空執行五次閃電蟲任務，其中只有兩次成功。SA-2地對空導彈數量增加使1962年到1967年間U-2偵察機#中華人民共和國擊落偵察機讓中央情報局（CIA）經歷損失。
為了擴大偵察越南北部，在1964年10月早期的這些操作轉移到在越南南方邊和空軍基地。1964年10月11日從邊和執行第一次閃電蟲任務。越來越多的雷恩147B型執行飛越北越和中國南部任務，1964年共有20架無人偵察機執行任務。這些任務由南越猴山設施（Monkey Mountain Facility）來自戰略空軍司令部人員指揮，由兩個單邊帶調變（SSB）無線電遙控站組成，管制員駐紮在邊和，後勤人員位於峴港空軍基地，中國非常渴望擊落無人機，並於1964年11月15日成功摧毀一架。
閃電蟲繼續執行偵查任務，中國也在繼續努力攔截它們。中國在4月中旬成功摧毀五架無人機，並於1965年4月20日將其中三架的殘骸公開展示。每擊落一次，中國就發表冗長的新聞報導，稱讚中國擊落「美帝國主義偵察機的偉大勝利」 。
雖然考慮在閃電蟲安裝自毀裝置，最終考慮人道因素不這麼做。美國政府被問及偵察機被擊毀事件，由於沒有美國機組人員在擊落中損失，美國媒體很少關注中國的相關報導，美國只是採取了「無可奉告」（no comment）的政策。

### 雷恩147E
147E型是由147B型改裝，加裝原先雷恩147D搭載的的「SAM 嗅探器」（SAM sniffe）改進型。1965年10月，作為計劃代號：「齊心協力」（UNITED EFFORT）的一部分，有三架147E型被送往南越。SIGINT裝備在執行任務中都失靈，147E型被送回美國進行環境測試以追踪問題；結果是SIGINT裝備因過熱導致任務失敗。解決過熱問題後，147E型被送回戰區，在1965年無人機執行的77次任務中，有三次是由147E型執行。
1966年2月13日，雷恩147E型執行第四次任務，在它傳遞重要訊號情報數據後被SA-2擊落。自SA-2部署以來，美國一直渴望獲得這些數據，官員們聲稱，這次任務證明整個雷恩147型計劃的合理性。這些資料立即被用於開發簡單的雷達預警接收器（Radar Warning Receiver, RWR），當SA-2指令信號打開時，它會告訴飛行員，這意味著飛彈即將發射；設備將命名型號為「AN/APR-26」（機載雷達接收器，Airborne Radar Receivers） 。

### 雷恩147F
雷恩147F是加裝AN/ALQ-51電子干擾系統酬載艙的實驗機，送去戰場實戰驗證該干擾系統的有效性以量產AN/ALQ-51裝備配發部隊，沒有量產服役。
AN/ALQ-51電子干擾系統（代號：Shoe Horn，暫譯「鞋拔」）是種欺騙干擾器（deception jammer），開發用來對付SA-2的「扇歌」雷達（Fan Song），它操縱雷達訊號以誤導雷達認為目標不在其實際位置。由於當時美國還沒有掌握「扇歌」雷達真實情報，所以這個設備已經在美國針對模擬「扇歌」雷達進行測試。干擾器在測試中表現良好，但未實際與「扇歌」雷達交手驗證情況下，就交給部隊使用是不可能的，將AN/ALQ-51電子干擾系統裝在雷恩147B型重新命名為147F型。
1966年7月，147F型執行多次任務，敵軍合計向它發射近十二枚SA-2後，終於擊落雷恩147F。

### 雷恩147G
空軍熱情地接受閃電蟲並與雷恩航空合作開發雷恩147B高空偵查型的改進型，命名為雷恩147G型。147G型配備推力更大的Continental J69-T-41A 渦輪噴射引擎，推力為 1,920 磅（871公斤），取代其前身使用的 J69-T-29A，機身加長至8.8公尺（29 英尺），以容納更多的燃料，還安裝「No-contrail」系統 。第一架147G於1965年7月交付給美國空軍，此時已逐步取消U-2飛越敵方防禦空域偵查任務，該任務留給閃電蟲。147G型在1965年10月執行它的第一次任務，147B型在12月執行最後一次任務。	

### 雷恩147H
美國空軍關注低空偵查任務，但並沒有放棄使用閃電蟲進行高空偵察，實際上還在繼續改進高空偵察型，經過兩年的開發，成果是第三代高空閃電蟲：雷恩147H型，於1967年3月進行首次飛行，與早期的雷恩147型相比，它針對其任務進行很多改善，147H型擁有比147G型推力更強大的J69-T-41A發動機、更輕的機身和進一步拉伸至9.8公尺（32英尺）的機翼內部增設副油箱以增加航程。147H型能夠達到20公里（65,000英尺）的高度，並配備新的相機酬載艙，可提供更大覆蓋範圍區域和更精細的分辨率。許多剛下生產線的147G型已經過改裝並儘快投入使用。
原始閃電蟲中內置的隱身技術（Stealth technology）漸漸無效，因此147H型設計新功能以提高生存能力，包括雷達警告接收器（RWR）可在無人機被雷達鎖定時發出警告提醒有飛彈來襲，改進導引系統，在RWR發出警報時將無人機航向自動右轉作規避動作，一個名為「Rivet Bouncer」的ECM裝置可干擾SA-2「扇歌」雷達，噴射機進氣口的塗層材料可降低RCS反射率，以及改進的無凝結尾跡系統。
較舊的147G型繼續與147H型無人機一起執行高空任務，直到1967年8月淘汰147G型。事實證明147H型無人機的生存能力確實優於147B和147G。

### 雷恩147J
事實證明，對北越進行高空偵察有些不切實際，從11月到次年3月是當地季風季節，大多是陰天，即使在晴朗的天氣裏，煙霧或地面薄霧也可能掩蓋偵察目標。為此，空軍決定研製閃電蟲低空偵查型。1965年10月，與雷恩簽訂開發雷恩147J型的合約，這是從雷恩147G型改進而具有低空導航系統。低空飛行比高空飛行要求更高，因為要遇到狀況更多，並且在開發過程中損失許多雷恩147J型。
1966年3月，147J低空偵查型已準備好投入使用；它具有「氣壓高度控制系統」（barometric altitude control system，BLACS）、「前後掃描照相機」（front-to-back scan camera）、「側向掃描照相機」（side-to-side scan camera）。閃電蟲高空偵查型機體漆成黑色，若低空飛行這是高能見度的顏色，因此147J型的頂部塗成灰色，底部塗成白色。
雷恩147J低空快速飛行掠過地面，使它們成為難以瞄準的目標，並增加執行任務返回機率。無人機在返回時放出降落傘緩降到地面或海面，但經常損壞機體；隨後，美國空軍提出空中回收方法，使用塞考斯基CH-3E大型直升機在空中抓住降落傘並用絞盤將其拉起。直升機空中回收閃電蟲的2,745次行動中成功回收了2,655次。
1966年共有105次無人機任務是飛越北越和中國。其中大部分是雷恩147G型，一些147J型，還有147E型、147F（SIGINT任務）型、147N和147NX誘餌型。有架147J型拍到一張SA-2飛彈衝過它的照片。

### 雷恩147N、147NX
閃電蟲的一個主要特點是它們比有人駕駛的偵察機戰損更多。到1966年初，執行任務的閃電蟲近八成未能返回。這種損失率即使是相對便宜的無人機也是無法接受的，空軍要求雷恩迅速將十架標準型火蜂靶機轉換為消耗性誘餌。它們配備行波管（traveling-wave tube，TWT）、主動雷達增強裝置（active radar enhancement devices），使它們在雷達上回波「更亮」看起來像一架更大的飛機。這些誘餌任務只是單程的，沒有加裝回收裝置（降落傘）或燃料容器。
1966年3月3日，這些誘餌被命名為147N型，第一次任務由雷恩147G高空偵查型和147N型各出動一架。兩架無人機平行沿著路線飛行，直到它們到達目標區域完成任務後分道揚鑣。北越防空系統追踪「更亮」的147N型而不是返航途中的147G型。147N型在出海途中被北越戰鬥機追擊，據報有北越戰鬥機燃料耗盡、友軍誤擊（friendly fire）意外事故。
最初的147N型任務電腦已被設定返程到回收點，以模擬正常運行的無人機飛行航線，令人驚訝地在燃料供應有限的情況下其中一些竟能飛到回收點墜毀，誘餌效果很好，空軍又訂購10架，並進行一些小改進命名為147NX型，配備回收降落傘和裝備以及便宜的照相機裝置，原本設定是不回收的，但回收系統並不昂貴，如果誘餌在任務中倖存下來，它可能會提供有用的情報。

### 雷恩147NA和147NC
147NA型是美國空軍為「羅盤箱」（Compass Bin）和「戰鬥天使」（Combat Angel）計劃開發的「中海拔」高度（medium altitude，指一千到七千公尺的飛行高度）電子作戰（electronic warfare）ECM型無人機，有加長的機翼，尾翼頂部有個小型天線整流罩，能夠攜帶干擾箔拋射器和電子干擾系統酬載艙。
雖然在滾雷行動期間它們是美國空軍的重要戰力，但在1968年1月正式停止對北越的空襲前，這些電子作戰ECM型無人機沒有參戰。
147NC型類似1969年在第11戰術無人機中隊（11th Tactical Drone Squadron）服役的147NA型，只是增加尾翼上的尾椎輔助散熱片。它設計目的是每個機翼下方攜帶 AN/ALE-2干擾箔拋射器在中海拔高度飛行，以對抗敵方雷達系統。147NC型最初旨在支援對北越的轟炸，但對北越的空襲在1968年3月縮減規模，並在11月完全停止，因此147NC型沒有發揮其預期作用。1972年恢復轟炸時， 取而代之的是F-4 幽靈式戰鬥機投下干擾箔。147NC 型在1972年的「政治攻勢」（political offensive）期間空投宣傳傳單，該行動的代號為「Litterbug」，但部隊稱其為「廢話轟炸機」（bullshit bombers）。
147NC(M1) 型是147NC型的「中海拔」高度訓練型，差別在沒有翼下掛架，並與第11戰術無人機中隊其它機型一起用於偵察RPV（Remotely Piloted Vehicle，那時代軍用術語叫遙控飛行器），後來在1970年代中期升級為AQM-34V（Ryan Model 255）標準。

### 雷恩147NP、147NRE和147NQ
空軍對雷恩147J非常滿意，並擔心它們的數量不足以跟上作戰損耗。將一些147G型依147J型規格改裝，美國空軍還要求雷恩航空盡快設計出新的低空偵察無人機。新改進型命名為147NP型，它源自最初的147A型，147NP 型具有較舊的J69-T-29A 發動機和4.6公尺（15英尺 ）的翼展，以及加長至8.5公尺（ 28英尺）的機身。
在研製147NP型時，空軍也提出對低空夜間偵察無人機的迫切需求。四架147NP型從生產中移出進行改裝工作，命名為147NRE型，其中「NRE」（night reconnaissance electronic）代表「夜間電子偵察」。147NRE型有雙照相機系統酬載艙，與安裝在無人機腹部的明亮白色頻閃燈同步。
1967年春天，147NRE和147NP開始在越南服役。147NRE型第一次任務是在5月下旬，147NP型第一次任務在一周後進行。147NRE型根據夜間任務被漆成黑色，而147NP型則塗有叢林迷彩。
147NP型運作達到預期目的，但147NRE型並未完全達到預期目的，白光頻閃燈的閃光覆蓋範圍相當小，無人機的導航系統準確度不足以將相機準確對準目標獲取圖像，雖有存在這些缺點，空軍仍從照相機中獲得有用的情報，令人吃驚的明亮頻閃燈中獲得輕微的心理戰效果，並認為這個概念值得進一步發展。
另一種低空偵察型衍生自147NP型，即147NQ型。它的主要區別是：它不是使用機載導航系統，而是由DC-130發射機上的機組人員用無線電控制飛行。

### 雷恩147S（水牛獵人）
美國空軍也為低空偵察任務尋求一種精緻化的解決方案，「精緻化」（refinement）意味著在達成偵查任務與降低成本之間取得平衡。戰略空軍司令部的「水牛獵人」（Buffalo Hunter）計劃使用無人機在東南亞進行低空照相偵察，特別是對迫切需求即時情報資訊的目標，例如北越的軍用機場和疑似地對空飛彈陣地。最初的雷恩147J型是從147B高空偵查型衍生而來，並保留147B的8.2公尺機翼；這是一個缺點，因為在低空它們會降低無人機的機動性。
新的低空偵查改進型：雷恩147S型使用J69-T-41A引擎並採用火蜂原始型翼展4公尺（13英尺）的機翼，機身被拉長到8.8公尺（29 英尺），147S型攜帶一組照相機系統，與早期的雙照相機系統酬載艙，成本更低，但覆蓋範圍更廣。在典型的飛行高度進行航拍任務，147S的相機系統可以對96公里（60英里）長的土地，獲得分辨率高達30公分（1英尺）的圖資，在最佳條件下甚至可以達到15公分（6英吋）。雷恩147S的生產成本大約是160,000美元，在當時是雷恩147G或147H生產成本的六成，算是物美價廉產品。。
147S型無人機是用147G型的8.8公尺機身與引擎，147A型翼展4公尺的機翼，147NX的照相機酬載艙，相當於現在的模組化生產的。最初的147S模組被指定為147SA 型，該子型於1967年12月進行首次作戰飛行。
按照機器人戰爭（ robot warfare）的標準，147S型的低空飛行是令人興奮的，有架147S型的飛行控制電腦出現故障，在46公尺（150英尺）的高度飛行，而不是原計劃的460公尺（1,500英尺），無人機安全返回，但航拍圖資處理人員驚訝地發現這些圖像有從輸電線塔電線下方拍攝的輸電線塔照片。
空軍對147SA型任務成就印象深刻，並訂購第二批147SB型。147SB型具有多模式高度控制系統（multiple altitude control system，MACS），允許它在三個預先編寫程式的飛行計畫高度之間切換，範圍從300公尺到6,100公尺（1,000到20,000英尺），使其更加難以預測行徑，它還具有改良型陀螺儀以允許更小的轉彎半徑。最初的任務開始於1968年3月，隨後147SA型因戰損而逐步淘汰。
繼雷恩147S系列後出現的用於夜間偵察任務：147SRE型。，這型沒有使用雷恩147NRE型上使用的白光頻閃燈，而是使用從地面幾乎看不到的紅外線頻閃燈（俗稱閃光燈）和紅外線相機底片，還具有多普勒導航雷達系統，首次執行任務是1968年11月，隨後147SRE型任務表現良好，但是航拍圖資分析員發現紅外線圖資難以檢視，有時無法發現目標物。
早期的147S型任務設定飛行高度在300公尺到450公尺（1,000到1,500英尺）導致戰損多後任務飛行高度改為150公尺（500英尺）。這些無人機用於擁有強大防空火力防衛的北越河內和海防上空執行任務。有架147S型拍到一張SA-2衝過無人機，接著飛彈爆炸的照片；然後由於自動駕駛儀編程錯誤，無人機以擦著樹梢高度繞過山脊線，安全返航。
147S型系列的第四個生產型號是147SC型，它具有改進的多普勒雷達導航系統和數位控制設備，以提高飛行精度。147SC 型首次「水牛獵人」計劃飛行是在 1969年1月。在空軍採購的數百架147S型無人機中，大多數是147SC型，最終幾乎佔閃電蟲任務總數的一半。雖然147SC型無人機的設計平均能完成2.5次任務，但實際上平均存活率要高得多，有架綽號為「湯姆貓」（Tom Cat）執行創紀錄的68次任務。
1972年春季推出147SC/TV型，它配備一台電視攝影機，可將圖像傳輸到DC-130任務控制機。
即使戰爭接近尾聲，仍在繼續開發改善低空性能的147S衍生型。1972年對147SD（AQM-34M）改良計畫，在加大外掛和翼內油箱容量，更精確的導航系統和新的冷卻系統以適應熱帶高溫環境。147SD型在外觀上與其前身147SC型相似，但機首形狀和系統組件略有不同，有87架147SD型是在空軍「羅盤箱」和「水牛獵人」計劃內撥款建造的。少數147SD被改造為147SDL型，它具有從遠距離無線電導航系統（LORAN radio location network）獲取位置資訊的無線電定位導航系統，為無人機提供更高的飛行航線定位準確性。有架147SD型用作美國空軍「羅盤箱」計劃的試驗機，該計劃旨在開發可棄式無線電頻率傳感器，這些傳感器可以在蘇聯SA-2「扇歌」雷達防禦區域內從RPV或無人機上秘密發射，提供收集電子情報資訊的能力。

### 雷恩147SK（海軍專用型號）
美國海軍也決定暫時涉足無人偵察機業務，他們訂購一批147SC型使用{{|tsl|en|JATO|RATO}}噴射輔助起飛助推器安裝在船舶上發射的。海軍將閃電蟲被命名為147SK型，除了後機身、尾翼下部的RATO支架和4.6公尺（15英尺）的翼展外，與 147SC型大致相似。第一次任務是在1969年11月，從RATO發射後，147SK 型在格魯曼E-2A的無線電控制下被引導到初始檢查站後無人機用其自動導航系統按規劃路線飛行，任務結束被直升機回收。海軍因某種不為人知的原因將其稱為「貝爾弗雷快車」（Belfrey Express）執行數十次任務。這些在 1970年5月結束。根據1956-1976年間，空軍100戰略偵察聯隊紀錄資料顯示，有31次支援海軍回收147SK型的行動紀錄。據報導，中國和北越展示的受損機身包括一些147SK 型飛機的殘骸。

### 雷恩147T、147TE/TF（ Combat Dawn）
到1968年，閃電蟲的大部分任務都是低空偵查，然而空軍仍然認為高空偵查任務非常重要，因此出現147H型的改進型即147T型。 它的主要改進是採用特勵達CAE J100-CA-100 推力為2,800 磅（1,270公斤）Teledyne 在臺灣經濟部國貿局註冊登記譯名：特勵達}}，使無人機能夠在高度近23公里（75,000 英尺）的高空飛行。 147T型首飛任務在1969年4月，但高空偵察任務次數繼續下降，147T型最後一次在東南亞執行任務是在1971年6月。
高空偵察無人機出勤率普遍下降，但新的任務角色還是會出現。1969年4月，EC-121在國際空域（international airspace ）被北韓戰鬥機擊落，機上31名機組人員全部遇難。 這一事件導致考慮使用無人機來完成訊號情報（SIGINT）任務，從而產生雷恩147TE（Combat Dawn RPV）。  1970年2月，147TE型完成第一次驗證任務，這次任務和隨後超過兩個月測試飛行非常成功。隨後訂購15架147TE生產型無人機，1970年10月，雷恩147TE型進行首次任務。
雷恩147TE型沒有飛越敵方領空，它待在公海海域的高空中，或者沿著北韓和南韓之間的邊界巡航，可以在機載系統引導下飛行，也可以由DC-130控制。無人機通過數據鏈路將SIGINT數據中繼傳送到地面站進行分析。 這種數據鏈技術被開發用於其它偵察機，例如U-2偵察機和比奇RC-12 電子情報偵察機。
在雷恩147TE型項目的後期，增加翼下副油箱，將滯空時間從5小時延長到8小時。 1973 年，147TF型加裝改進型訊號情報蒐集裝置莢艙是仿照可棄式副油箱外型尺寸掛在翼下投入使用。1970年至1975年間，147TE型和147TF型（Combat Dawn RPV）執行近 500 次任務雷恩147TE/TF型，代號是Combat Dawn。

## 1969年到1975年 閃電蟲
1969 年，美國空軍將雷恩147正式命名為「 AQM-34」（參見雷恩147#1969年後新命名方式型號對照表），製造商命名的型號名稱仍然廣泛使用。
許多任務集中在北越Sơn Tây附近疑似戰俘營 (POW) 營地，以確定那裡是否關押美國戰俘。 因為美國情報官員認為，太多的無人機飛越可能會使敵人產生懷疑故停止偵查疑似戰俘營營地，取而代之的是SR-71黑鳥式偵察機。1970年11月21日，為拯救戰俘實施象牙海岸行動，突襲成功未發現美國戰俘令人失望。
到1970年，雷恩147計劃開始為公眾所知，《航空周刊》（Aviation Week ）在那年11月發表一篇關於無人機，內容只有非正式和未經證實消息來源的文章。次年春天，美國空軍發布關於無人機的照片和聲明；內容非常籠統含糊，宣稱它們用於偵察，沒有任何技術或操作細節說明。
無人機出動次數在1971年和1972年繼續增加，147SC型是這一時期低空偵察的主力機種。1972年12月，在後衛II作戰（Linebacker II）行動期間，由於惡劣天氣，美國空軍幾乎完全依賴AQM-34L/M進行轟炸效果評估。雷恩147T型繼續進行高空偵查，蘇聯已經更新SA-2的電子設備，因此美國的電子對抗措施也需要更新，147H型照相機酬載艙被「SAM 嗅探器」酬載艙取代，隨後147H型執行任務能夠在被SA-2摧毀之前獲得必要的數據。
1972年3月，動員幾乎全部北越軍事力量，發動比1968年春節攻勢更大規模的「復活節攻勢」，尼克森總統下令實施代號為「後衛行動」以說服北越進行談判。美國B-52戰略轟炸機對北越大城市河內、海防及重要軍事相關設施進行全面轟炸。北越的復活節攻勢以失敗告終。雙方似乎接近達成協議，但在1972年12月談判破裂，尼克森總統下令進行「後衛行動 II」，該行動一直持續到1972年的最後幾天。1973年1月27日巴黎和平協約簽署後停止轟炸任務。
1973年1月27日，參加「關於越南問題的巴黎會議」四方（美國、北越、南越、越南南方共和國臨時革命政府）在巴黎正式簽定《關於在越南結束戰爭、恢復和平的協定》（即巴黎和平協約）。隨後兩個月內，駐越美軍全部撤出南越，閃電蟲偵察飛行繼續進行，以確保北越遵守協定。無人機偵察任務清楚地表明，北越正在大規模違反他們與美國人的協議，但美國領導人承諾結束「永無止境的戰爭」（endless war）沒有採取行動應對。當北越在1975年初開始他們的最後一次進攻時，美國幾乎沒有阻止它，西貢於1975年4月30日淪陷，戰爭結束。
此時無人機技術和操作實踐已經非常完善，閃電蟲計劃已被證明非常成功。以火蜂靶機快速改造成無人偵察機，即使其導引控制技術按照21世紀的標準來說是非常粗糙，但工作效率超出預期，閃電蟲的表現無法左右戰爭結果。
在西貢淪陷當天，雷恩147S型低空偵查無人機執行最後一次任務。 AQM-34R/Model 147TF Combat Dawn 的任務一直持續到1975年6月，然後大部分倖存的無人機都被封存，閃電蟲計劃也結束。

## 雷恩234、259、255

### BGM-34A、BGM-34B 和 BGM-34C
BGM-34系列是特勵達－雷恩 提出發展基於Model 147系列的武裝無人機，可以承擔各種戰術打擊和防禦壓制任務，可以投擲精確導引彈藥，在1970年代初和中期作為美國空軍的空對地精確導引武器計劃的一部分，接受戰術空軍司令部的評估。兩架BGM-34A原型機使用AGM-45百舌鸟导弹、AGM-65小牛飛彈和洛克威爾研發的雷射導引武器進行測試。八架BGM-34B配備Teledyne CAE J69-T-41A 推力1,920 磅力（8.5 kN）引擎進行評估，其中包括帶有雷射指示器和微光電視 (Low light level television，LLLTV) 攝影機的「探路者」（Pathfinder）機首莢艙。 1972 年，六架AQM-34L/147SC 型無人機配備「李爾·西格勒」（Lear Siegler）製造的航空電子設備，重新命名為「YAQM-34U」，其中五架後來使用模組化機首和機身設備和系統套件成為BGM-34C多任務遙控航空器（ multi-mission RPV ）。但由於越戰結束後國防經費削減（包括美国国家侦察局經費）因此未被採納 。
特勵達－雷恩自家產品命名匹配軍方型號如下：
- BGM-34A（Ryan Models 234）
- BGM-34B（Ryan Models 234A）
- BGM-34C（Ryan Models 259）

##### BGM-34系列戰術攻擊無人機退役
1970年代之後，美國空軍最終放棄BGM-34戰術攻擊無人機項目的最大原因並不是操作成本、預算削減和國家偵查局（National Reconnaissance Office，NRO）在越南戰爭期間沒有提供「黑色」資金有關。
雖然雷恩147系列在熱帶氣候條件和美國在東南亞複雜衝突中擁有的相對空中優勢下表現良好，但是戰術空軍司令部額外要求戰術攻擊無人機執行擬議的偵察、戰術打擊、ECM電子戰、惡劣天氣下出擊和對抗北歐的華約部隊防空戰力。BGM-34系列測試顯現許多缺點，比如需要除冰系統才能有效運行，數據鏈接應該更加強大，發射和回收的後勤成本高，尤其是執行回收任務直升機在華約軍隊控制範圍運作面臨嚴重風險。因第二輪戰略武器限制談判關於巡弋飛彈規範，燃料耗盡前飛行距離超過 372 英里（600 公里）自行式導引武器運載工具視為巡弋飛彈，這導致BGM-34C被定義為條約下的戰略武器。

### XQM-103高機動性（high maneuverability RPV）
在1970年代初期，美國空軍飛行動力學實驗室 (FDL) 將雷恩147J型加強機身結構，並增加數位技術飛行控制系統，該系統可以針對特定作戰機動進行預編程，以研究高機動性飛行。 改裝後的無人機最初被命名為「FDL-23」，後來被命名為「XQM-103」。 進行幾次試飛，該機器在其最終配置中能夠執行 10-G轉彎。

### AQM-34V（雷恩255）
從 1975年到1978年，大約有47架147NC型（AQM-34H/AQM-34J）被改裝為具有干擾箔發射器和主動干擾裝置，並採購AQM-34V（雷恩255）型分配給戴維斯-蒙森空軍基地第432戰術無人機聯隊（ 432nd Tactical Drone Group）。飛行測試於1976年5月開始，另外還採購16架新的雷恩255型。 1979 年，AQM-34V退役封存。

### 雷恩124I（以色列專用）
1970年代初，某些PRV交付給以色列，命名為「 124I」型，依據以色列軍方低空觀測規範安裝配備。 以色列人稱它們為「Mabat」，意思是觀察，這些無人機使用RATO 助推器從地面發射，並使用直升機在空中回收，在1973年贖罪日戰爭和後來的衝突中服役，直到1990年代中期才退役。這些出口型無人機名義上使用Teledyne Ryan的公司編號「124」、雷恩124型、BQM-34、火蜂靶機型號，但它們的外觀、配置和低空偵察作用實際上與雷恩147SC、147SD型相同（美軍型號 AQM-34L/M）。

### 1980年代後的故事
火蜂仍然作為靶機繼續服役，因此它們仍然被用於偵察任務也就不足為奇。在 1990年代後期，特勵達－雷恩，使用公司資金，兩架帶有攝影機和通信電子設備的火蜂，為戰場目標獲取和轟炸效果評估提供實時情報。這兩架UAV均名為「Argus」，用於美國空軍的「綠旗」（Green Flag）演習，將圖資從內華達測試場實時傳輸到空軍佛羅里達州辦公室。
在2003年伊拉克戰爭期間，五架BQM-34-53長程火蜂也被用於發射干擾箔。 諾斯洛普·格魯曼 在當年對這些無人機進行現代化改造，配備干擾箔發射器、基於 GPS 的可編程航路引導系統，這些火蜂機身漆成炭黑色交付使用。當時唯一留在現役的DC-130發生故障，由於發射平台故障，BQM-34-53無法從空中發射改由地面發射兩架；其他三架是在行動的第二天晚上由 DC-130 空中發射的。BQM-34-53一直飛到燃料耗盡並墜毀。伊拉克電視台播放這些殘骸的鏡頭，同時將它們描述為有人駕駛的飛機。

### WZ-5（無偵-五）
眾所周知，中國在越南戰爭時期撿獲美國的AQM-34N殘骸，並對它們進行逆向工程。 中國仿製版自稱為「無偵-五」（Wu Zhen-5，WZ-5），出口型叫「長虹-1」（Chang Hong-1，CH-1）。WZ-5於1981年服役，預計在不久的將來會被更新的無人機取代。WZ-5原型機是從中國人民解放軍空軍改裝的Tu-4 轟炸機上發射； 後來改進後WZ-5用運-8運輸機以類似於美國空軍DC-130的方式空中發射WZ-5。WZ-5配備WP-11 渦輪噴射引擎，其性能接近J85-GE-100。 有架WZ-5陳列在北京中國航空博物館，上面塗有幾面越南小國旗；人們普遍推測，這架是在1979年中越戰爭期間被派往越南執行任務。

## 任務總結
總共對中國、北越和朝鮮進行3,435 架次任務，任務次數明細按年列出如下：
- 1964: 20
- 1965: 77
- 1966: 105
- 1967: >100
- 1968: 340
- 1969: 437
- 1970: >400
- 1971: 406
- 1972: 570
- 1973: 444
- 1974: 518 （包括1975年上半年的任務）

## 衍生型號系列
- 147A：預量產型，7.85公尺機身，代號為：「Fire Fly」，具有1,930公里的航程和17公里的巡航高度。
- 147B：第一款為高空偵察設計製造。
- 147C： 147A的量產型，包含無凝結尾跡系統（no-contrail）。
- 147D：情報蒐集任務無人機（SIGINT），安裝特殊裝置：「SAM sniffer」 。
- 147E：由147B型改裝是SIGINT情報蒐集任務無人機。
- 147F：147B加裝AN/ALQ-51電子干擾系統酬載艙的實驗機。
- 147G：高空偵查型，用147B配備推力更大的引擎，機身加長至8.8公尺，安裝「No-contrail」系統。
- 147H：第三代高空偵查型，推力更大的引擎，機身加長至9.8公尺，20公里的巡航高度，加裝雷達警告接收器（RWR）存活率優於147B和147G。
- 147J：低空偵查型無人機，氣壓高度控制系統，開始使用直升機空中回收（英语：Mid-air retrieval）方法。
- 147N：作為消耗性誘餌，用火蜂靶機改裝。
- 147NX：作為消耗性誘餌，配備回收降落傘和裝備以及便宜的照相機裝置。
- 147NA：「中海拔」高度電子作戰ECM型。
- 147NC：147NA改良型。
- 147NC(M1)：147NC的簡化版，訓練用。
- 147NP：低空偵察型，規格類似147A，具有較舊的J69-T-29A引擎和4.6公尺的翼展，加長至8.5公尺的機身。
- 147NRE：147NP的夜間偵查型
- 147NQ：147NP型移除機載導航系統，由DC-130的機組人員用無線電控制飛行。
- 147S：低空偵查型，使用J69-T-41A引擎並採用火蜂原始型翼展4公尺的機翼，機身拉長到8.8公尺。
- 147SA：低空偵查型，用147G型的8.8公尺機身與引擎，147A型翼展4公尺的機翼，147NX的照相機酬載艙。
- 147SB：147S型裝多模式高度控制系統（multiple altitude control system，MACS）。
- 147SRE：147S夜間偵察型， 具備紅外線頻閃燈（俗稱閃光燈）和紅外線相機底片。
- 147SC:：平均存活率最高的機型，「湯姆貓」（Tom Cat）完成68次任務。
- 147SC/TV：147SC 配備電視攝影機。
- 147SK：海軍採購，以147SC規格搭配4.6公尺翼展使用RATO發射。
- 147SD：照147SC型規格新造，加大外掛和翼內油箱容量，更精確導航系統和新型冷卻系統以適應熱帶高溫環境。
- 147SDL：147SD改造加裝遠距離無線電導航系統。
- 147T：147H改進型，改用Teledyne CAE J100-CA-100引擎
- 147TE：147T加裝ELINT訊號情報（SIGINT）任務設備用於韓國。
- 147TF： 147TE增程型，滯空時間從5小時延長到8小時。

### 1969年後新命名方式型號對照表
- AQM-34N：147H
- AQM-34G：147NA/NC
- AQM-34H ：147NC
- AQM-34J：147NC(M1)
- AQM-34K：147SRE
- AQM-34L：147SC
- AQM-34M：147SD
- AQM-34P：147T
- AQM-34Q：147TE
- AQM-34R：147TF

## 備註
1. ↑  「Ryan Firebee」是雷恩航空公司對自家產品暱稱。雷恩147（Ryan Model 147）是公司命名生產型號，結構規格大幅改變才會給予新名稱例如：從Ryan Firebee或俗稱Firebee I發展而成的Ryan Model  124、Ryan Model  147等型號。從Ryan Firebee II或稱呼Firebee II發展而來的Ryan Model  166。Firebee（Firebee I）和Firebee II的區別在於前者為亞音速無人機，產量達萬架以上，後者是超音速飛行無人機，產量不到300架。美國軍用編號為改型（modification）升級某些設備、變更用途而更名，機體構造大致不變。

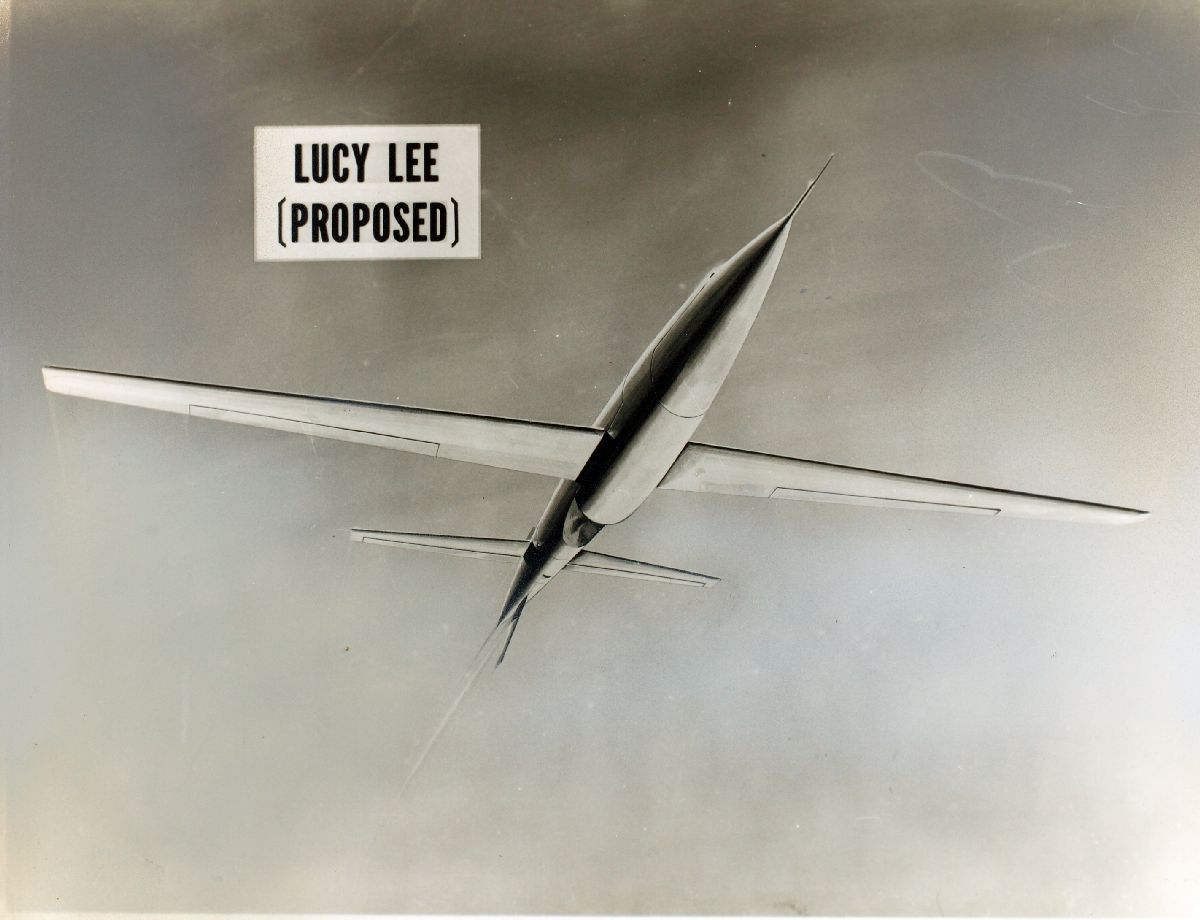
1961 年雷恩航空公司對「Lucy Lee」高空偵察無人機提案的概念渲染圖

2. ↑  靶標勤務機是在空中指拖曳標靶，供戰鬥機實施空中射擊機砲訓練、地面防空火炮對空射擊訓練的飛機，若管制協調不當會危及執行任務機，近代多以無人機擔任勤務機
3. ↑  原先是引導靶機在燃料耗盡前飛往指定區釋放降落傘被回收。後來計畫改裝可攻擊地面飛彈雷達變成具有巡弋飛彈、反輻射飛彈功能
4. ↑  SAM，surface-to-air missle的縮寫譯為地對空飛彈，中文有時會將蘇聯製防空飛彈譯為「薩姆飛彈」。「sniffer」翻譯為嗅探器
5. ↑  閃電蟲仍然是無人偵察機雷恩147B、147C，當時因為螢火蟲計畫洩密，換湯不換藥下，改代號繼續進行，英語維基條目在敘述中常混用螢火蟲和閃電蟲，中文條目對1964年起以閃電蟲（Lightning Bug）為雷恩147型代號。
6. ↑  擔心萬一墜落地面才自爆或空中自爆，殘骸碎片傷害平民
7. ↑  「頻閃」是一項透過連續發射閃光令主體在單一鏡頭中多次曝光的功能，硬體俗稱閃光燈。
8. ↑  原文是：Several dozen operational flights were performed which the Navy (for some obscure reason) referred to as "Belfrey Express"
9. ↑  原文大意是海軍對返航降落在海面的閃電蟲沒有佈署專責回收單位要依賴空軍專責單位協助。
10. ↑  Teledyne 在臺灣經濟部國貿局註冊登記譯名：特勵達，統一編號：52484478
11. ↑  1968年，Teledyne Technologies（英语：Teledyne Technologies）收購Ryan Aeronautical Company（英语：Ryan Aeronautical Company），更名「Teledyne Ryan」，Northrop Grumman於1999 年收購 Teledyne Ryan，這些產品繼續成為諾斯羅普·格魯曼公司無人機業務的核心。
12. ↑  1999年，諾斯洛普·格魯曼收購偵察系統和無人機製造商Teledyne Ryan。